# Varbergs Kusthotell
Varbergs Kusthotell, tidigare Varbergs Kurort Hotell & Spa, i Varbergs kommun, Hallands län, är en hotell- och konferensanläggning som ägs av den danska hotellkedjan Comwell, beläget vid Lilla Apelviken cirka 3 km från centralorten Varbergs centrum.
I de gamla sanatoriebyggnaderna har det inrättats en konferensanläggning och ett spa. Hotellet anlitas av både privatpersoner, företag men även av idrottsorganisationer och idrottsföreningar vid uppladdning inför landskamper etc. Inför Världsmästerskapet i fotboll 1994 och Europamästerskapet i fotboll 2000 bodde Sveriges trupp på hotellet. 
Lilla och Stora Apelviken är bad- och vindsurfningsområden i närheten.